# Maximilien de Robespierre
Maximilien-François-Marie-Isidore de Robespierre (Arras, 6 mei 1758 – Parijs, 28 juli 1794 of de 10e Thermidor van het jaar II) was een Frans advocaat, staatsman en lid van de Nationale Conventie en van het Comité de salut public tijdens de Franse Revolutie. Hij trad op de voorgrond tijdens het Schrikbewind en was verantwoordelijk voor een groot aantal arrestaties en slachtoffers door de guillotine.
Robespierre stond bekend vanwege zijn koele of kille ontvangsten en zijn sobere levenswijze in een achterhuis. In tegenstelling tot Marat en Danton was hij wel steeds verzorgd, goed gekleed en gekapt. Robespierre kreeg de bijnaam "l'Incorruptible" ("de Onomkoopbare") vanwege zijn onwankelbare beginselen. Robespierre was een strakke denker, logisch en consequent, met een groot gevoel van eigenwaarde. Mirabeau, een der revolutionaire leiders van het eerste uur, had al in 1789 over Robespierre gezegd: "Deze man gaat ver komen, want hij gelooft in alles wat hij zegt".
Nadat Frankrijk in de zomer van 1793 tijdens de opstand in de Vendée uiteen dreigde te vallen, werd de republiek aan het einde van dat jaar op straffe wijze ("één en ondeelbaar") sterk gecentraliseerd. Robespierre stuurde tegenstanders van de revolutie, gematigden zoals de eerder federalistische girondijnen, en corrupte politici naar de guillotine. Hij heeft de mogelijkheid tot een contrarevolutie zodoende een jaar uitgesteld. Robespierre was deïst, een gelovige zonder kerk, en pleitte na een golf van atheïsme in Frankrijk eind 1793 voor godsdienstvrijheid. Ook zijn standpunt inzake algemeen kiesrecht voor mannen, een progressief belastingstelsel en afschaffing van slavernij waren gebaseerd op de beginselen van volmaakte gerechtigheid en gelijkheid.

## Levensloop
Robespierre werd geboren als de oudste zoon in een vooraanstaande familie van Arras. Zijn vader behoorde tot de ambtsadel en Maximilien is altijd het adellijke predicaat "de" blijven gebruiken. Hij had twee zussen, Charlotte en Henriette, en een broer. Nadat zijn moeder op 14 juli 1764 was gestorven in het kraambed, vertrok zijn vader naar Beieren, waarna de kinderen gescheiden werden opgevoed. De jongens werden door hun grootouders opgevoed; de meisjes werden ondergebracht bij hun tantes. Maximilien liep vanaf zijn achtste school aan het Collège d'Arras en blonk er uit. Hij kreeg op zijn elfde een beurs voor het prestigieuze Lycée Louis-le-Grand te Parijs. Daar behoorde Robespierre tot de betere studenten en werd gekozen om een speech te houden omdat de koning langs kwam, maar die liet het uiteindelijk afweten en bleef in zijn koets zitten. Hij studeerde er in 1781 af met een titel in de rechten.

Jean-Jacques Rousseau
(1766), Allen Ramsey, National

Al jong werd Robespierre beïnvloed door de ideeën van de 18e-eeuwse denkers van de Verlichting, zoals Charles de Montesquieu en in het bijzonder Jean-Jacques Rousseau. Deze filosoof van de Verlichting zou zijn ideologische leidsman blijven. Na zijn juridische vorming keerde hij terug naar Arras om zich daar te vestigen als advocaat, zoals zijn vader en grootvader. In 1784 won Robespierre een literaire prijs in Metz, samen met Pierre Louis de Lacretelle. Hij was lid van de Academie van Arras, de Hesdinloge en het plaatselijk dichtgenootschap Rosati, waar hij Joseph Fouché en mogelijk ook Gracchus Babeuf leerde kennen. Als advocaat zetelde Robespierre ook in de bisschoppelijke rechtbank als rechter. Hij overwoog daar ontslag omdat het niet met zijn opvattingen strookte een misdadiger ter dood te veroordelen.
Begin 1789 publiceerde Robespierre zijn Oproep aan de natie van Artois, waarin het hele politieke, economische en sociale systeem werd geanalyseerd, bekritiseerd en opnieuw opgebouwd. Op 5 mei 1789 ging hij naar Parijs als afgevaardigde van zijn provincie voor de derde stand in de Staten-Generaal in Versailles. Vervolgens werd Robespierre lid van de Nationale Grondwetgevende Vergadering. Hij werd lid van de radicale "Club der Jakobijnen" en verklaarde noch monarchist, noch republikein te zijn en een tegenstander van de doodstraf.

### De eerste jaren tijdens de Franse Revolutie

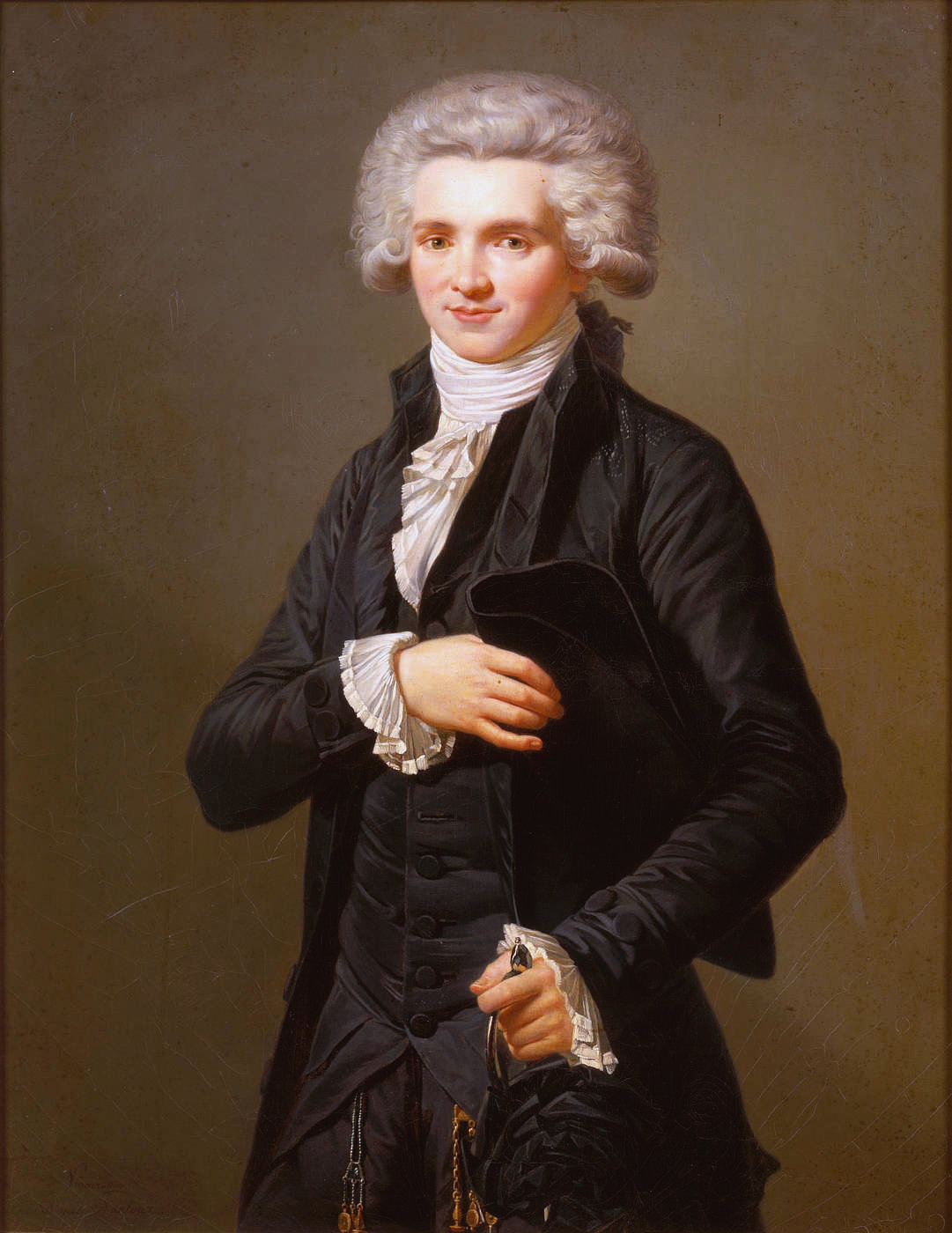
Maximilien de Robespierre gekleed als gedeputeerde van de derde stand
door Pierre Roch Vigneron naar een pasteltekening uit 1790 door Adélaïde Labille-Guiard, Kasteel van Versailles

Robespierre nam deel aan de opstelling van de "Déclaration des Droits de l'Homme et du Citoyen". Op 22 oktober 1789 verklaarde hij: Alle burgers zonder onderscheid hebben toegang tot alle niveaus van vertegenwoordigende functies. In 1790 werd hij president van de Club der Jakobijnen. Op 27 april 1791 protesteerde Robespierre tegen het privilege van de bourgeoisie wapens te dragen. ... Gewapend zijn voor het vaderland is het recht van iedere burger. Hij zette zich in voor de totstandkoming van de Franse grondwet van 1791 en verdedigde de belangen van het volk. Hij pleitte voor afschaffing van het celibaat en slavernij in de Franse koloniën; hij was voorstander van het algemeen kiesrecht voor mannen.
Toen Lodewijk XVI in juni 1791 naar de vesting van Montmédy probeerde te vluchten, maar bij Varennes werd aangehouden, rezen de anti-monarchistische gevoelens in Parijs de pan uit; Robespierre werd republikein en benoemd als openbaar aanklager, een positie die hij na enkele maanden opgaf.
In april 1792 keerde hij zich in de Nationale Vergadering fel tegen de oorlog met de andere Europese mogendheden, die zich tegen het revolutionaire Frankrijk hadden aaneengesloten; een oorlog waarop de gematigder en federalistisch gezinde fractie van de girondijnen en de koning en zijn vrouw met enthousiasme hadden aangestuurd, uiteraard om de aandacht van de bevolking af te leiden van de interne problemen. In juli liet hij steeds scherpere verklaringen opstellen om de afzetting van de koning te eisen. Op 9 augustus nam Robespierre deel aan de opstand van het revolutionaire Parijse gemeentebestuur, de "Parijse Commune van 1792". Na de Bestorming van de Tuilerieën op 10 augustus 1792 - een tweede revolutie na de Bestorming van de Bastille - zetelde Robespierre in de Nationale Conventie en fungeerde als woordvoerder van de radicale fractie van de "Montagnards", die een verbond waren aangegaan met de sansculotten. Georges Danton, de minister van justitie en Jean-Paul Marat waren zijn belangrijkste medestanders, maar ze werden beschuldigd van het aangaan van een driemanschap. Het is tamelijk onduidelijk welk aandeel zij hadden in de Septembermoorden en het kan ook nog zijn dat Robespierre vijf dagen lang was ondergedoken. Op 22 september werd de Eerste Franse Republiek uitgeroepen. Op 30 september verkondigde hij: De monarchie is vernietigd, adel en geestelijkheid zijn verdwenen, het tijdperk van de gelijkheid vangt aan. Op 25 oktober 1792 werd hij beschuldigd van eerzucht en dictatoriale neigingen. Robespierre stelde in het debat: Men kan geen revolutie nastreven zonder revolutie. Olympe de Gouges, die de Verklaring van de rechten van de vrouw en burgeres had geschreven, bekritiseerde Robespierre. 
Eind november had Robespierre verklaard dat een veroordeling van de koning "tot de dood" het enige middel was om de rust in Frankrijk te herstellen. Op 11 december 1792 begon het proces tegen de koning; op 3 december had hij het standpunt van Saint-Just overgenomen. Pierre Victurnien Vergniaud stelde een volksraadpleging voor. Robespierre wees op het gevaar: de Republiek zou onnodig in opschudding worden gebracht. Bij de hoofdelijke stemming over het lot van de koning, een zitting die 24 uur duurde, stemde Robespierre op 17 januari 1793 voor de doodstraf.

### Het schrikbewind

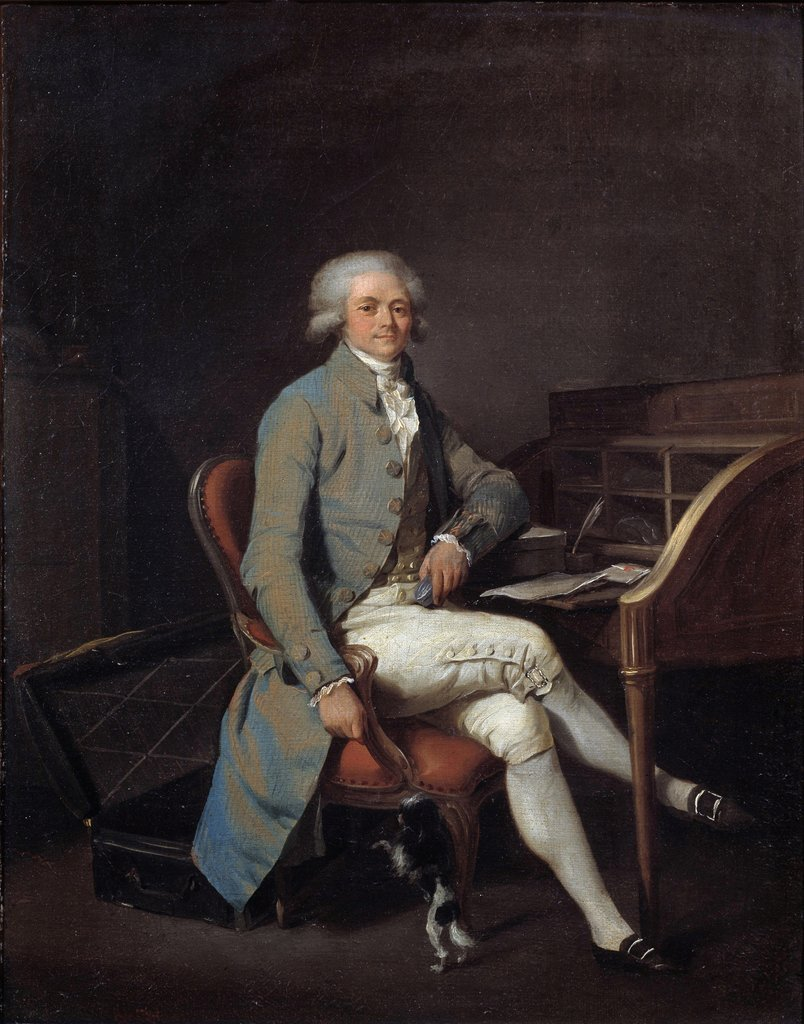
Robespierre met kniebroek en kousenbanden
(ca. 1791), Louis Léopold Boilly, Palais des Beaux-Arts

In het machtsvacuüm begonnen de girondijnen een aanval op Georges Danton, een tegenstander van de oorlog. Ook Robespierre en Marat waren tegen de Eerste Coalitieoorlog en bekritiseerden de generaals en de girondijnen. Op het platteland werd gerebelleerd door koningsgezinden, die leidden tot de opstand in de Vendée. Het antwoord van de revolutionaire regering op de chaos was dat de staat moest worden verdedigd tegen de contrarevolutionaire krachten. Op 11 maart werd een Revolutionair Tribunaal ingesteld. Generaal Dumouriez, die op 18 maart een nederlaag in de Tweede Slag bij Neerwinden had geleden, trok op naar Parijs om een staatsgreep te plegen. Hij bracht de voorstanders van de oorlog in diskrediet toen hij overliep naar de tegenstander. Op 3 april zette Robespierre de aanval in op Jacques Pierre Brissot, een voorstander van de oorlog. Op 7 april werd Philippe Égalité, verdacht vanwege zijn connecties met Dumouriez, gearresteerd. Op 2 juni werden 31 girondijnen (met steun van de Parijse Commune) uit de Conventie gezet. Charlotte Corday, die erin geslaagd was Marat te vermoorden in zijn bad, gaf tijdens de ondervraging te kennen dat zij Robespierre als verdediger wenste.
Op de 9e Thermidor van het jaar I (= 27 juli 1793) werd Robespierre in de plaats van Danton lid van het Comité van algemeen welzijn, een revolutionair orgaan dat alle benoemingen controleerde en zodoende de functie van regering vervulde. Frankrijk dreigde uiteen te vallen en half Europa keerde zich tegen het land. Op 1 augustus liet de "wezel met de scherpe tanden" Marie Antoinette opsluiten in de Conciergerie. Weerspannige priesters, die geen eed wilden afleggen op de ondergeschiktheid van de kerk aan de staat, kregen een termijn van twee weken om Frankrijk te verlaten. Robespierre voerde in september een schrikbewind (la Terreur) dat gebaseerd was op de "deugd". Omdat hij overal om zich heen corruptie en verraad zag (of meende te zien), liep zijn ijver voor de "deugd" uit op terreur tegen allen die in zijn ogen onvoldoende ijver voor de revolutionaire beginselen aan de dag legden. De Terreur was voor hem niets anders dan de parate, strenge, onbuigzame gerechtigheid.
Vanaf 5 september tot de val van Robespierre kwamen in Parijs ruim 2.600 mensen onder het "nationale scheermes" terecht. In heel Frankrijk zijn 15.000 personen onthoofd, in de meeste gevallen beschuldigd van federalisme. Johan Frederik Rudolph van Hooff werd gevangengenomen, maar wist aan de dood te ontsnappen door een schrijffout in zijn naam. Sébastien Mercier en Thomas Paine werden opgesloten, maar wisten eveneens aan de guillotine te ontkomen. De overblijfselen van Mirabeau werden op initiatief van Robespierre in november 1793 uit het Pantheon verwijderd toen bekend werd dat hij in zijn laatste maanden in het geheim had samengespannen met het hof van Lodewijk XVI. Robespierre benoemde Vivant Denon tot etser der natie en verleende Filippo Buonarroti het staatsburgerschap. Paul Barras, die bij Robespierre op bezoek ging en geen stoel kreeg aangeboden, schilderde hem af als een tijgerkat. De dolle priester Jacques Roux, Nicolas de Condorcet en Nicolas Chamfort zouden in de daaropvolgende maanden zelfmoord plegen.

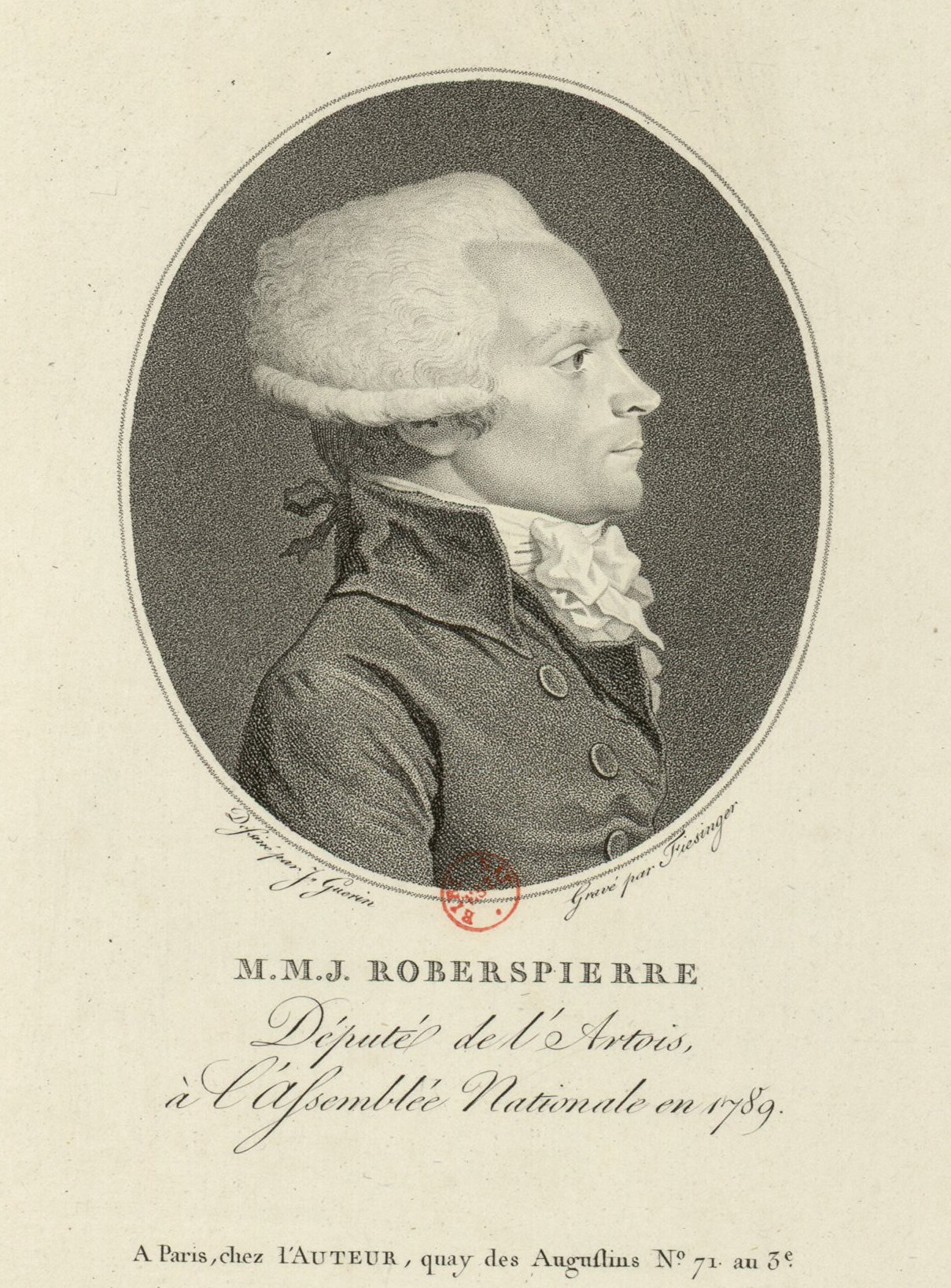
M.M.J. Robespierre
(1789), gravure door Franz Gabriel Fiesinger

Op 5 of 24 oktober werd de revolutionaire kalender ingesteld; jaar I, dat begon met het uitroepen van de Franse Republiek, was al achter de rug. Burgerlijke feesten op de tiende dag moesten de zondag vervangen. Op 6 november verklaarde de Conventie dat de gemeente het recht had de katholieke godsdienst af te schaffen. 's Avonds werd in de Club der Jakobijnen fel van leer getrokken tegen de priesters. De aartsbisschop van Parijs, Jean-Baptiste Gobel, kreeg 300.000 pond aangeboden als hij zijn priesterbrevet de daaropvolgende dag in de Nationale Vergadering zou verscheuren. Op 7 november 1793 deed Gobel, op initiatief van Anacharsis Cloots, samen met 14 van zijn priesters, en misschien de hele Parijse clerus, effectief afstand van zijn ambt. Dat kon worden beschouwd als het (gedwongen) afzweren van het christendom. Zij hadden in het openbaar hun roomse gewaad uitgetrokken. De Notre-Dame werd de tempel van de rede. In de kathedraal werd niet meer een christelijke God, maar de Cultus van de Rede aanbeden. Op 10 november kwam het tot een orgie in de zijbeuken; Robespierre keurde de uitspattingen af. In zijn redevoering op 21 november verkondigde hij dat als God niet bestond, hij uitgevonden zou moeten worden.
Vijf dagen eerder, op 16 november, waren in Nantes 90 gevangen geestelijken verdronken, en eind november waren alle kerken in de hoofdstad aan de Cultus van de Rede gewijd. De Commune van Parijs bekrachtigde de sluiting van alle kerken. Op 7 december vaardigde Robespierre een besluit uit dat de vrijheid van godsdienst veilig stelde. Op 4 of 12 december kwam er een einde aan de zelfstandigheid van de departementen, een diep ingrijpende beslissing tegen de zelfstandigheid van de municipaliteiten en het federalisme. Na het Beleg van Toulon wist Napoleon deze stad te heroveren. Er werden 213 rebellen gefusilleerd.

### 1794

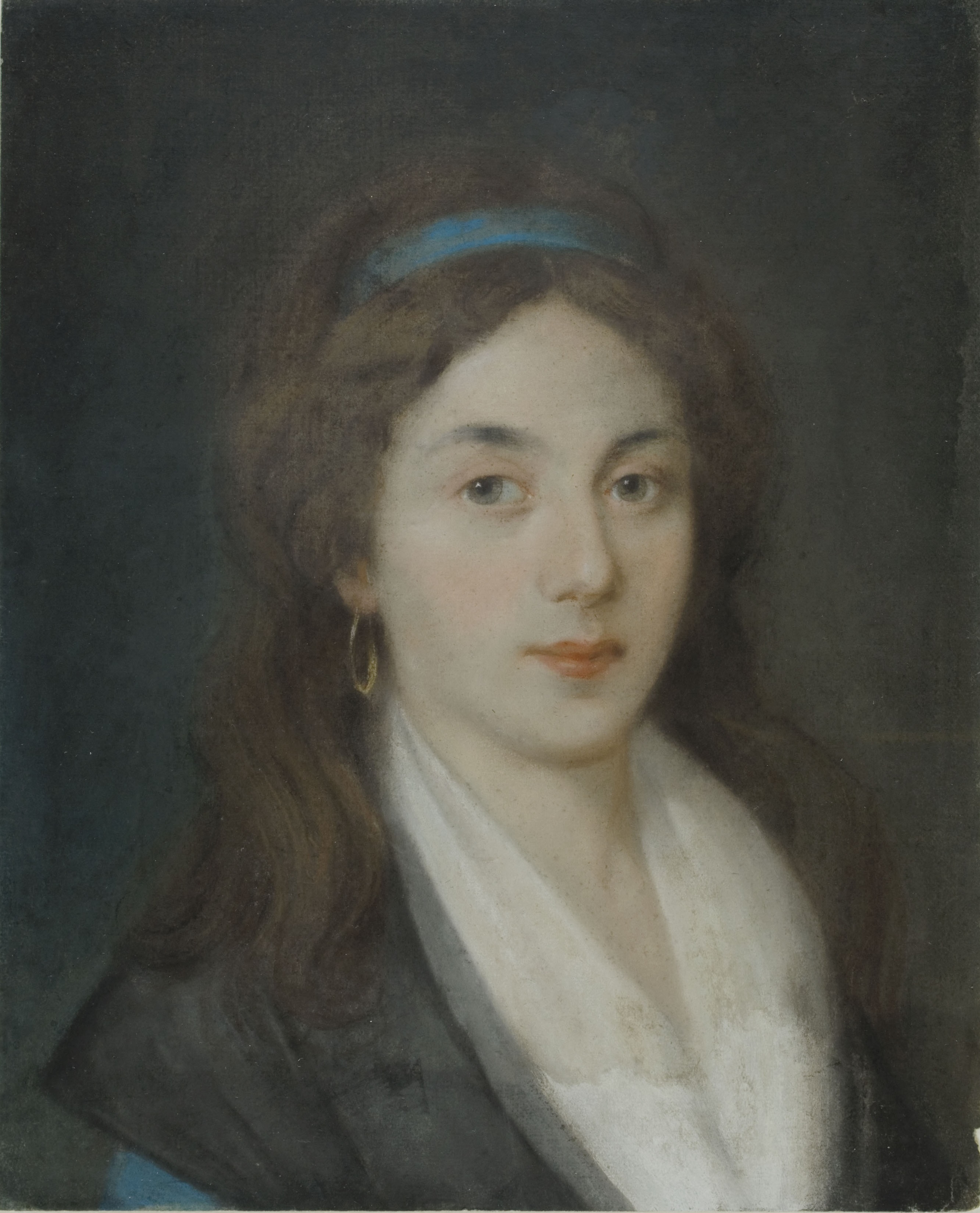
Zelfportret van Éléonore Duplay, de dochter van zijn huurbaas in de Rue Saint-Honoré, huishoudster en vriendin van Robespierre, (ca. 1790), pastel, Musée Carnavalet

In januari 1794 was Robespierre in aanvaring geraakt met Camille Desmoulins, die het had opgenomen voor weerloze burgers die in de gevangenissen waren opgesloten zogenaamd zijnde verdacht. De aanval van Desmoulins op Jacques-René Hébert paste in het straatje van Robespierre. Robespierre vond dat het blad van Desmoulins verbrand moest worden. Op 4 februari van dat jaar bekrachtigde de Nationale Conventie het voorstel van Léger-Félicité Sonthonax om de slavernij af te schaffen. Een dag later, op 5 februari, verklaarde Robespierre een soort Nieuw Jeruzalem te willen stichten in Frankrijk.
Robespierre nam een middenpositie in; hij moest naar eigen zeggen twee klippen uit de weg gaan: het tekort en het overschot. In het voorjaar van 1794 zat Robespierre steviger in het zadel dan ooit. Van het radicale atheïsme aan de linkerzijde moest hij weinig hebben. De radicale Jacques-René Hébert en enkele van zijn buitenlandse vrienden, onder wie Johannes Conradus de Kock, raakten in ongenade en werden beschuldigd van landverraad. Zij kwamen op 24 maart onder de guillotine. Er waren mogelijk 400.000 mensen getuige van deze terechtstelling. De commune van Parijs stond vanaf 30 maart 1794 onder invloed van Robespierre. Op 1 april werd de commune gezuiverd en vanaf 10 mei geleid door de Brusselaar Jean-Baptiste Fleuriot-Lescot.
Voor Robespierre waren er maar twee partijen: het volk en zijn vijanden. Robespierre raakte vervreemd van zijn vroegere strijdgenoot Georges Danton, een in wezen sympathieke levensgenieter die de revolutie wilde stopzetten. Danton was volgens Robespierre een aristocraat, en de personificatie van de ondeugd. Aanklager Fouquier-Tinville vroeg het Comité (dat op zijn beurt de Conventie) de beklaagden, onder wie ook Hérault en Desmoulins, die "de zitting in de war stuurden", tot de guillotine te veroordelen. Danton schreeuwde in de rechtszaal tegen Robespierre: "Schurk, het schavot eist je op! Je zult mij spoedig volgen!" Volgens andere auteurs gebeurde dat toen de stoet het huis van Robespierre passeerde.
Het radicale atheïsme werd voor Robespierre een decadent, aristocratisch verschijnsel, onverenigbaar met de ware aard van het door hem zo hoog geschatte volk. De voormalige aartsbisschop van Parijs, Gobel, werd op 13 april 1794, samen met twee generaals en de weduwen van Desmoulins en Hébert, geëxecuteerd. Joseph Fouché werd sindsdien de belangrijkste tegenstander van Robespierre.
Op 6 mei van datzelfde jaar hield Robespierre een van zijn beste redevoeringen, over het Opperwezen en de onsterfelijkheid van de ziel. Vervolgens trad Robespierre op als een soort hogepriester van de Cultus van het Opperwezen, de tegenhanger van de Cultus van de Rede. Omdat hij het christendom beschouwde als hopeloos aangetast door het oude bestel, propageerde hij een "rationele godsdienst": een Eredienst van het Opperwezen, een 'verlichte' en deïstische staatsreligie. Hij poogde om de Moedergodincultus door die van een allegorische Godin van het Verstand te vervangen. Op 8 juni 1794 ging hij voor in het grootse Feest van het Opperwezen op de Champ-de-Mars. Al of niet opzettelijk vond de politiecommissaris bij Cathérine Théot, een 70-jarige krankzinnige vrouw, een brief met de bewering dat Robespierre de zoon van het Opperwezen en de beloofde Messias was. Barère stelde een samenvatting op schrift, die veel hilariteit in de Conventie verwekte. Robespierre voelde zich belachelijk gemaakt en eiste dat het onderzoek naar Théot zou worden gestaakt. Hij werd zich bewust van de vijandige stemming en liet zich vijf weken lang nauwelijks zien.
Twee dagen later, op de 22e Prairial van het jaar II (= 10 juni 1794), werd een beruchte wet aangenomen in de Nationale Conventie. Deze staat bekend als La loi de la grande terreur. Deze wet, die in beginsel iedereen tot een verdachte maakte en die de gerechtelijke procedures aanmerkelijk vereenvoudigde, was ingediend door Georges Auguste Couthon. Op 17 juni werden 54 mensen ter dood veroordeeld, beschuldigd van het beramen van een aanslag op Robespierre en Collot d'Herbois op resp. 22 en 20 mei. In negen weken werden er 1258 personen tot de guillotine veroordeeld, ongeveer evenveel als in de voorafgaande 14 maanden. Dat betekende dat er aan het einde van de Terreur iedere dag twintig mensen naar het schavot werden gereden. In juli maakten de adel en de bourgeoisie samen de helft van het aantal slachtoffers uit. Het aantal veroordeelden overtrof het aantal vrijgesprokenen. Om het werk te bespoedigen zou een guillotine in de Conciergerie moeten worden geplaatst.

### Neergang en val: de Thermidoriaanse Reactie
Na de Slag bij Fleurus op 26 juni begon het tij zich nog meer tegen hem te keren. De Franse legers waren aan de winnende hand, zodat de noodzaak van een regime gebaseerd op terreur minder voor de hand lag. Het feit dat het Comité de salut public op onvoorspelbare wijze, ter linker- en ter rechterzijde, echte en vermeende vijanden uitschakelde, deed vrijwel alle leden van de Conventie vrezen dat zij bij de volgende ronde aan de beurt zouden kunnen zijn. Zowel personen die aanvankelijk vurige voorstanders van de terreur waren geweest, zoals Joseph Fouché en Paul Barras, als minder vurige revolutionairen van het midden ("le Marais") sloegen de handen ineen.
Op de 7e Thermidor (25 juli 1794) verscheen Robespierre plotseling weer in de Conventie, waar hij zich sinds 13 juni nauwelijks had laten zien. Robespierre had zich tijdelijk teruggetrokken uit het openbare leven en wandelde meestal door de velden met zijn Newfoundlander, maar hield op die snikhete dag een twee uur durende toespraak waarin hij dreigde zijn functie op te zullen geven.
Saint-Just had een paar dagen eerder verklaard dat de revolutie was vastgelopen en had zich in onderhandeling met Bertrand Barère bereid verklaard om concessies te doen over de ondergeschikte positie van het Comité van algemene veiligheid. Robespierre hield echter voet bij stuk. Hij was niet meer in staat het onderscheid te maken tussen tegenspraak en verraad, en stelde voor de beide comités te zuiveren, daarmee een nieuwe zuiveringsgolf van de "schurken, verraders en samenzweerders" aankondigend. Honderd stemmen riepen vanuit de zaal "Namen noemen, namen noemen". Robespierre zakte in zijn stoel, inziend te hebben verloren. De Conventie besloot uiteindelijk de tekst niet te laten drukken om geen golf van verzet te ontketenen. Om vijf uur werd de zitting gesloten. Robespierre herhaalde zijn rede 's avonds in de Club der Jakobijnen. Het was na middernacht toen hij zijn rede had uitgesproken.
Saint-Just, van wie men verwachtte dat die de namen van de beoogde vijf of zes intriganten bekend zou maken, werd de volgende dag snel het woord ontnomen. Hij had zijn rede, die hij de vorige avond in de Jacobijnenclub had geschreven, niet aan de twee comités voorgelegd. Robespierre eiste de voortzetting, maar kreeg geen steun vanuit de Conventie. Het spreekgestoelte werd voortdurend bezet door afgevaardigden. Op 26 juli was Collot d'Herbois voorzitter. Hij maakte gebruik van zijn positie door Robespierres aanhang niet aan het woord te laten. Plotseling kwam er een decreet om Robespierre in hechtenis te nemen dat unaniem werd aangenomen. Barras, Tallien en Fouché maakten aanstalten om eerst zijn aanhangers, zoals de brigade-generaal Boulanger, de commandant van de Nationale Garde, alsook François Hanriot, de president van het Tribunal révolutionnaire, René-François Dumas en Lucien Bonaparte, te arresteren.

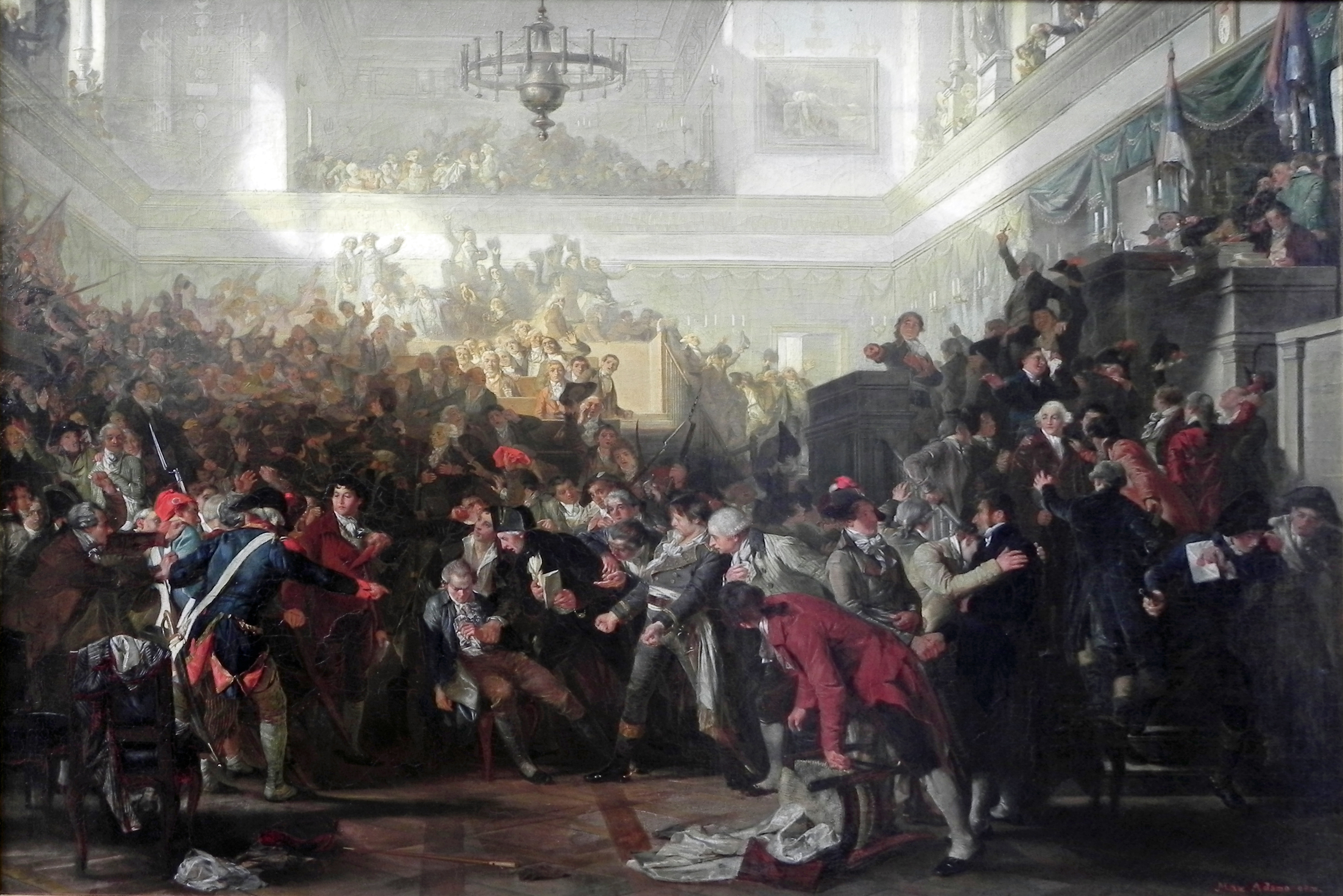
De val van Robespierre in de Conventie op 27 juli 1794 (1870), Max Adamo, Alte Nationalgalerie
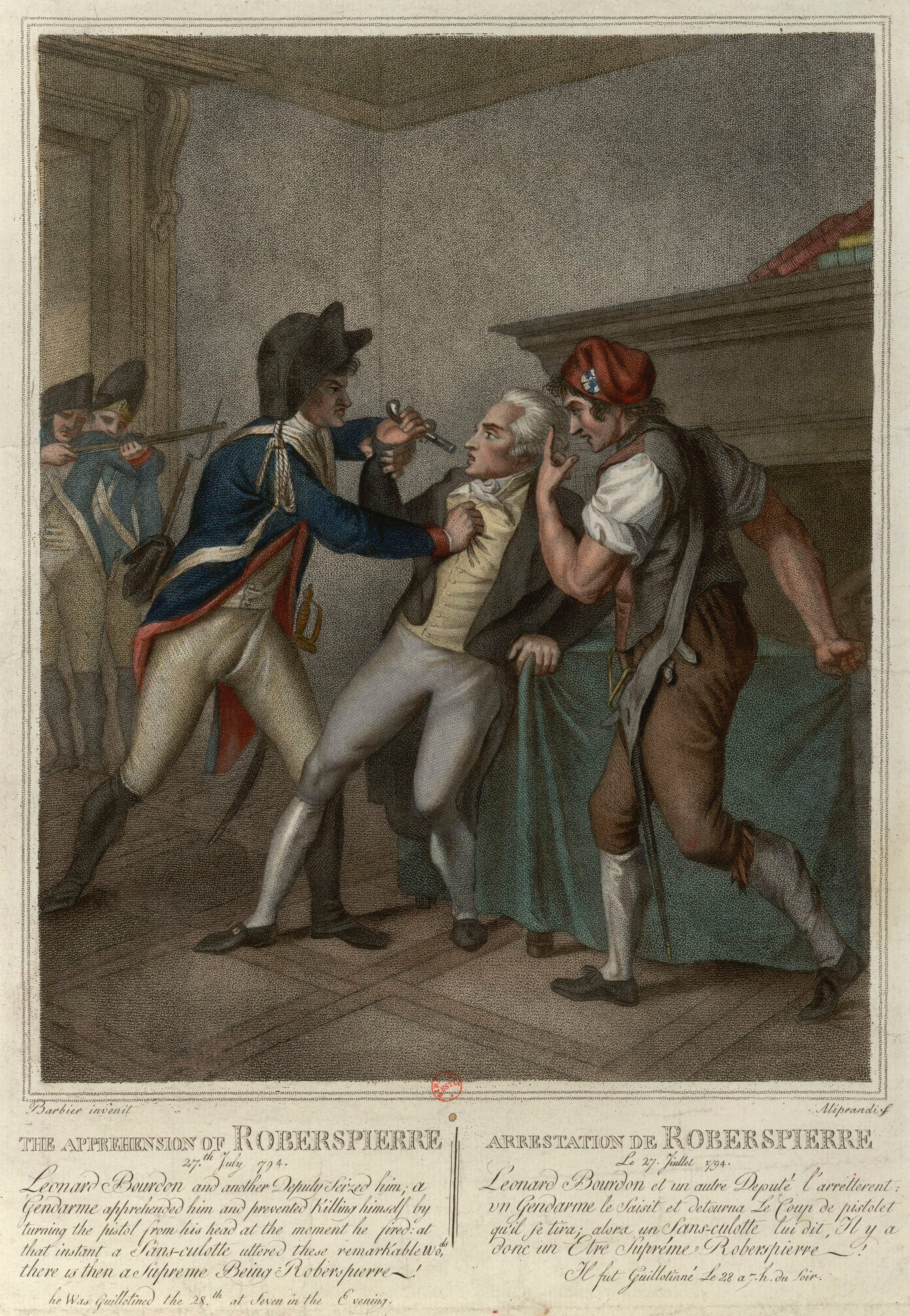
De arrestatie van Robespierre, die een pistool voor zijn mond houdt (1796), Giacomo Aliprandi, BnF
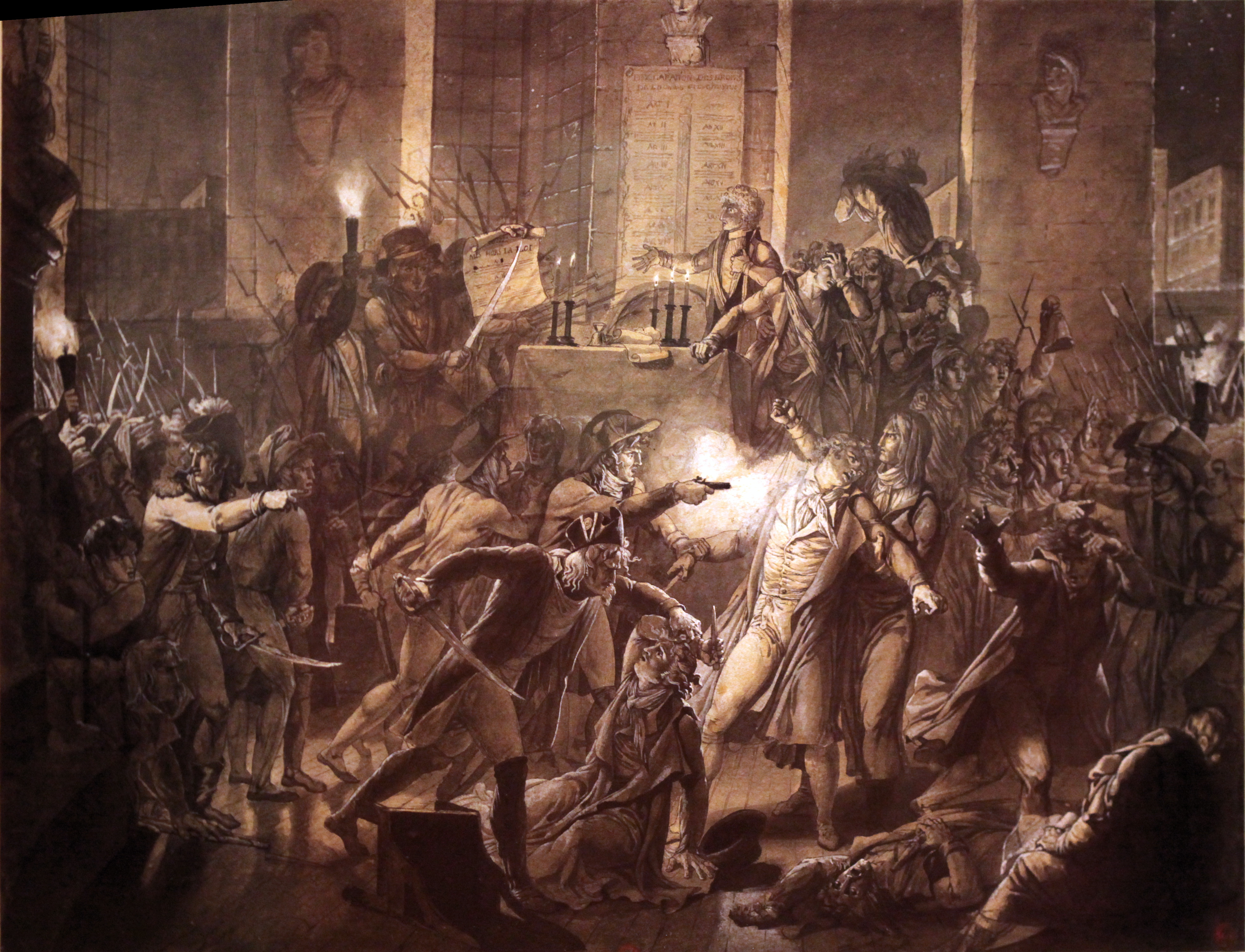
De nacht van de 9e op de 10e Thermidor, waarbij Robespierre wordt beschoten door een gendarme (ca. 1795-1796), Fulchran-Jean Harriet, BnF

De gevangenen werden aanvankelijk naar verschillende gevangenissen gebracht, terwijl de Conventie 's avonds opnieuw over hun lot debatteerde. Een besluit om de radicale Jakobijnen, Robespierre, Saint-Just, Le Bas en Couthon vogelvrij te verklaren werd snel aangenomen. De Commune van Parijs besloot de mannen te bevrijden; de cipiers van de gevangenissen werd opgedragen de "slachtoffers" niet toe te laten. Na veel overleg zijn ze uiteindelijk naar het Hôtel de Ville overgebracht. Robespierre had zich aanvankelijk in het huis van de burgemeester willen verschuilen, die hem evenwel dwong naar het stadhuis te gaan met als doel alsnog te pogen de Conventie buiten spel te zetten.
Toen greep Barras in. Hij verzamelde een klein legertje mannen om Robespierre en zijn aanhangers in het stadhuis te arresteren. Bij aankomst om drie uur 's ochtends troffen ze Le Bas aan die zelfmoord had gepleegd; Robespierre schoot zich een kogel door de mond - of werd getroffen door een kogel afkomstig van een gendarme, genaamd Méda - en raakte daarbij ernstig gewond aan zijn kaak. Zijn broer Augustin was uit het raam gesprongen en brak zijn beide benen op een berg afval. Hanriot verborg zich in een schacht, die uitkwam op het riool en werd daar de volgende middag gevonden. Couthon is van de trap afgeduwd met zijn rolstoel met als gevolg een groot gat in zijn hoofd. Alleen Saint Just kon 'gaaf' worden gegrepen, terwijl hij naar het schijnt met zijn pistool speelde. De groep werd overgebracht naar de Conciergerie om te worden veroordeeld nadat Robespierre, die veel pijn leed, verbonden was door een chirurgijn.

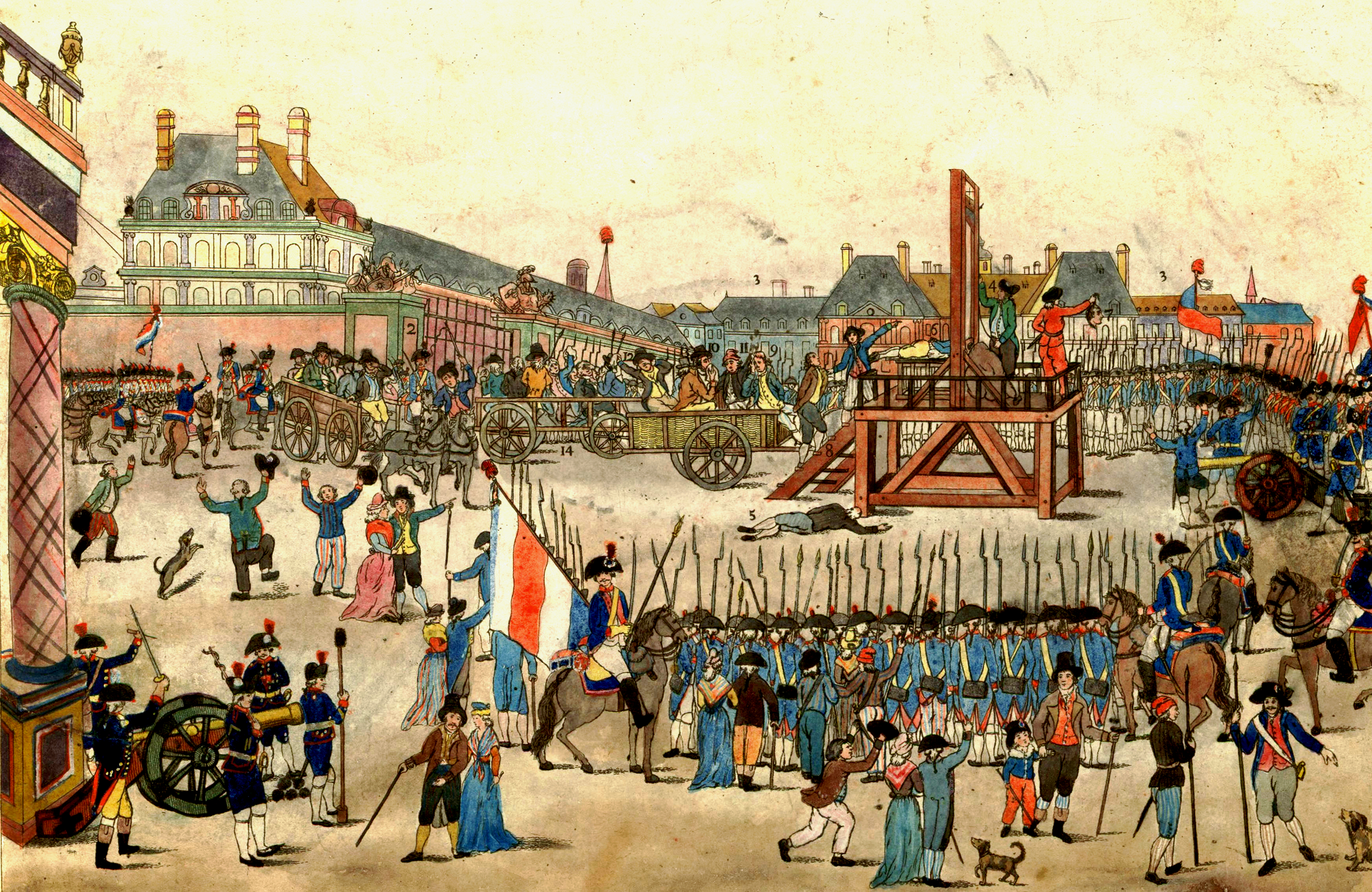
De executie van Robespierre en zijn volgelingen
(1794), Bibliothèque nationale de France

Op de 10e thermidor om elf uur 's ochtends werden Robespierre en 21 van zijn volgelingen, alsmede burgemeester Fleuriot-Lescot en een schoenmaker, voor het Revolutionair Tribunaal geleid. Robespierre was niet meer in staat om te spreken. De gevangenen werden als groep vervolgd volgens de regels van de door Robespierre tijdens de Terreur gehanteerde Wet van de 22ste Prairial. De aanklacht was in een wip gereed; de openbare aanklager behoefde enkel hun identiteit vast te stellen. Aan het eind van de middag werden de 24 veroordeelden, die zich volgens Albert Soboul te veel vereenzelvigd hadden met de sansculotten, in karren geladen. Om half zeven 's avonds bereikte men de guillotine, die voor de gelegenheid van Place du Trône-Renversé naar de oude plek, de Place de la Révolution, was verplaatst. De beul scheurde zijn verband met een ruk af; Robespierre gilde van pijn. Nadat zijn hoofd aan de menigte werd getoond, brak een luid gejuich uit waaraan geen einde leek te komen.

## Na Robespierres dood
De volgende dagen kwam een 'vracht' van 81 aanhangers van Robespierre aan de beurt, de grootste van de Revolutie. Vervolgens werden de gevangenissen opengezet en royalisten, hébertisten, girondijnen en dantonisten bevrijd.
De executie van Robespierre markeerde het eindpunt van de radicale fase van de Franse Revolutie. De mannen die op 9 Thermidor de macht grepen, zouden – door de omstandigheden gedwongen – een veel behoudender koers gaan varen. De Club der Jakobijnen werd in november gesloten. Er ontstond een Witte Terreur, zodat er nog honderden slachtoffers vielen, maar er kwam ook een veel liberaler beleid voor in de plaats. Veel economische maatregelen die het volk moesten bevoordelen werden teruggedraaid. De maximumprijs op de levensmiddelen werd afgeschaft. De Nationale Conventie werd in oktober 1795 ontbonden. Na een uitzonderlijk strenge winter en een tweetal oproeren begon op 1 november 1795 de periode van het Directoire, waarbij de burgerij het heft in handen nam.

## Varia

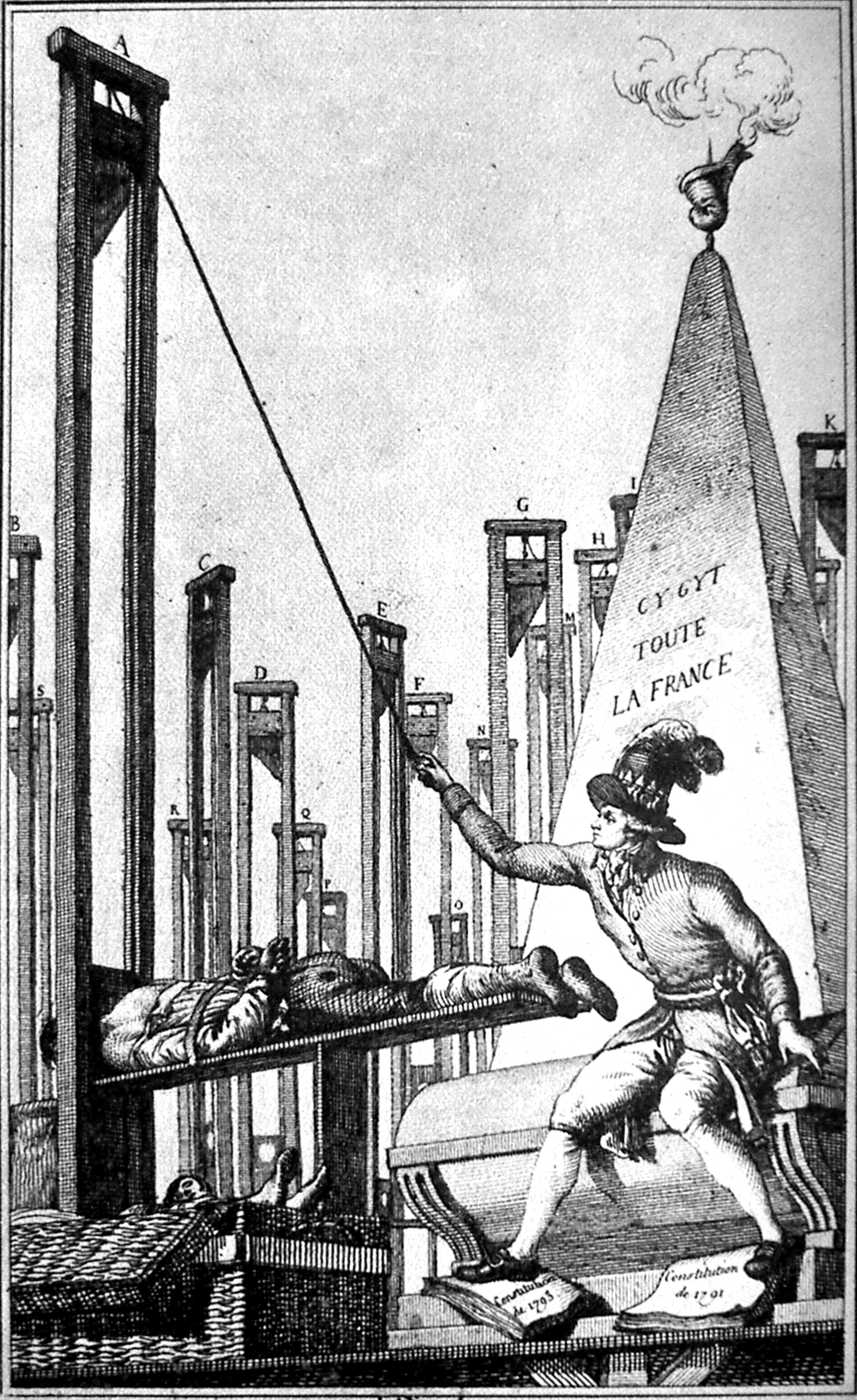
Een Franse spotprent: Robespierre onthoofdt de beul na heel Frankrijk te hebben laten guillotineren

- Robespierre heeft met zijn schrikbewind weliswaar te veel persoonlijke vijanden gemaakt, maar zijn bewind heeft wel enig effect gehad. De republiek zat stevig in het zadel nadat de koning en de koningin ter dood waren veroordeeld en het royalistisch of federalistisch verzet in de provincie was bedwongen.
- Het testament van Marie Antoinette, dat bestemd was voor haar schoonzusje Madame Elizabeth, heeft nooit de geadresseerde bereikt en werd jaren later in de paperassen van Robespierre teruggevonden. In dit document vroeg zij haar kinderen de dood van hun vader en moeder niet te wreken.
- Van de Sovjet-revolutionairen Trotski en Lenin staat vast dat zij de Franse Revolutie goed hebben bestudeerd, en dat ze beducht waren voor hun eigen 'Thermidor'.
- Romain Rolland schreef een toneelstuk getiteld Robespierre.
- Bij de verkiezing van de grootste Fransman aller tijden eindigde Robespierre op de 72e plaats.